# Удсън (окръг, Канзас)
Окръг Удсън (на английски: Woodson County) е окръг в щата Канзас, Съединени американски щати. Площта му е 1308 km², а населението - 3572 души. Административен център е град Йейтс Сентър.